# Список серий аниме One Piece (серии 385—458)
Здесь представлен список серий 385—458 аниме One Piece, их краткое содержание, даты выхода на родине, а также главы манги, по которым они сняты. Сезон делится на сюжетные арки — фрагменты сериала, объединённые общим сюжетом. Некоторые сюжетные арки являются экранизацией событий манги, изображённых на обложках различных глав

## Список серий

### Архипелаг Сабанди
| №   | Название серии | Экранизированные главы манги | Премьера             |
| --- | --- | ---------------------------- | -------------------- |
| 385 | Пол-Гранд-Лайн пройдено! Материк красной земли Ред-Лайн «Gurand Rain Hanshū Tōtatsu! Reddo Rain» (偉大なる航路半周到達！赤い土の大陸)                                   | 490                          | 18 января 2009 года  |
| 386 | Счёты с командой Соломенной Шляпы — появление Дюваля Железной Маски «Mugiwara Ichimi Nikushi — Tetsu Kamen no Dyubaru Tōjō» (麦わら一味憎し 鉄仮面のデュバル登場)       | 490, 491                     | 25 января 2009 года  |
| 387 | Вот так встреча! Спасти пленного рыбочеловека «Innen no Saikai! Toraware no Gyojin o Sukuidase» (因縁の再会！囚われの魚人を救い出せ)                                    | 492, 493                     | 1 февраля 2009 года  |
| 388 | Трагедия! Горькая правда под маской Дюваля «Higeki! Kamen ni Kakusareru Dyuaru no Shinjitsu» (悲劇！仮面に隠されたデュバルの真実)                                       | 493, 494                     | 8 февраля 2009 года  |
| 389 | Мощный взрыв! Сверхсекретное оружие «Санни» — «Рёв-пушка»! «Sakuretsu! Sanī-gō no Chōhimitsu Heiki Gaon Hō» (炸裂！サニー号の超秘密兵器ガオン砲)                        | 494, 495                     | 15 февраля 2009 года |
| 390 | Остановка по пути на остров Рыболюдей — архипелаг Сабанди «Gyojintō o Mezashite Jōriku — Shabondy Shotō» (魚人島を目指して上陸 シャボンディ諸島)                        | 496                          | 22 февраля 2009 года |
| 391 | Тирания! Небозмийцы, правители Сабанди «Bōgyaku! Shabondy no Shihaisha Tenryūbito» (暴虐！シャボンディの支配者天竜人)                                                   | 497                          | 1 марта 2009 года    |
| 392 | Новые соперники в сборе! Одиннадцать сверхновых звёзд «Aratana Raibaru Shūketsu! Jūichinin no Chōshinsei» (新たなライバル集結！11人の超新星)                            | 498                          | 8 марта 2009 года    |
| 393 | Их цель — Кейми!!! Надвигающиеся козни закоренелых похитителей «Hyōteki wa Keimī!! Semaru Hito Sarai-ya no Mashu» (標的はケイミー！！迫る人攫い屋の魔手)                | 499                          | 15 марта 2009 года   |
| 394 | Спасём Кейми! Скелеты в шкафу архипелага Сабанди «Keimī o Sukue — Shotō ni Nokoru Ankoku no Rekishi» (ケイミーを救え 諸島に残る暗黒の歴史)                              | 500                          | 29 марта 2009 года   |
| 395 | Время поджимает — торги рабами начинаются «Taimu Rimitto — Ningen Ōkushon Kaimaku» (タイムリミット 人間オークション開幕)                                                | 501                          | 5 апреля 2009 года   |
| 396 | Бомбический удар кулака! Погром на торгах начинается «Tekken Sakuretsu! Ōkushon o Buttsubuse» (鉄拳炸裂！オークションをぶっつぶせ)                                      | 502                          | 12 апреля 2009 года  |
| 397 | Массовый переполох! Отчаянная борьба в аукционном доме «Dai Panikku! Ōkushon Kaijō no Shitō» (大パニック！オークション会場の死闘)                                       | 503                          | 19 апреля 2009 года  |
| 398 | Ход адмирала флота Жёлтой Обезьяны! Хаос на архипелаге Сабанди «Taishō Kizaru Ugoku! Sōzen Shabondi Shotō» (大将黄猿動く！騒然シャボンディ諸島)                         | 504                          | 26 апреля 2009 года  |
| 399 | Прорыв сквозь оцепление! Морской дозор против трёх капитанов «Hōim Ami o Toppaseyo! Kaigun VS Sannin no Senchō» (包囲網を突破せよ！海軍VS三人の船長)                    | 505, 506                     | 3 мая 2009 года      |
| 400 | Роджер и Рейли — король пиратов и его правая рука «Rojā to Reirī — Kaizoku Ō to sono Migiude» (ロジャーとレイリー 海賊王とその右腕)                                     | 506                          | 10 мая 2009 года     |
| 401 | Бежать бесполезно?! Адмирал флота и его сверхсветовой пинок «Kaihi Fukanō!? Taishō Kizaru no Kōsoku no Keri!!» (回避不可能！？大将黄猿の光速の蹴り！！)                 | 507, 508                     | 17 мая 2009 года     |
| 402 | Непреодолимая преграда! Боевая машина дозора — «Пацифист» «Attōteki! Kaigun no Sentō Heiki Pashifisuta» (圧倒的！海軍の戦闘兵器パシフィスタ)                            | 509, 510                     | 24 мая 2009 года     |
| 403 | Очередной опасный противник! Топороносец Сэнтомару «Saranaru Kyōteki Arawaru! Masakari Katsuida Sentōmaru» (さらなる強敵現る！鉞かついだ戦桃丸)                         | 510, 511                     | 31 мая 2009 года     |
| 404 | Яростная атака адмирала флота! Команда Соломенной Шляпы загнана в угол! «Taishō Kizaru no Mōkō — Mugiwara Ichimi Zettaizetsumei!» (大将黄猿の猛攻 麦わら一味絶体絶命！) | 511, 512                     | 7 июня 2009 года     |
| 405 | Исчезнувшие соратники! Последний день команды Соломенной Шляпы «Kiesareta Nakama-tachi — Mugiwara Ichimi Saigo no Hi» (消された仲間たち 麦わら一味最後の日)             | 513                          | 14 июня 2009 года    |

### Историческая арка (филлер)
| №   | Название серии | Экранизированные главы манги | Премьера          |
| --- | --- | ---------------------------- | ----------------- |
| 406 | Историческая арка-спецвыпуск — возвращение городового Луффи" «Jidaigeki Tokubetsu Hen — Rufi-Oyabun Futatabi Kenzan» (時代劇特別編 ルフィ親分再び見参)      | Нет (филлер)                 | 21 июня 2009 года |
| 407 | Историческая арка-спецвыпуск — Победить компанию «Триллер»! «Jidaigeki Tokubetsu Hen — Yabure! Surirā Shōkai no Wana» (時代劇特別編 破れ！スリラー商会の罠) | Нет (филлер)                 | 28 июня 2009 года |

### Амазонская Лилия
| 408 | Приземление! Остров без мужчин, Амазон Лили «Jōriku! Danshi Kinsei no Shima Amazon Rirī» (上陸！男子禁制の島アマゾン・リリー)                       | 514      | 5 июля 2009 года          |
| После того, как Бартоломью Кума телепортировал Луффи в неизвестном направлении, Луффи провел в полете 2 дня и приземлился на неизвестном острове. Там он начал пробовать все на вкус, включая дикого кабана и различного рода грибы. После того, как он объелся грибов Расти-на-теле, он оброс грибами и потерял сознание. В этом состоянии его нашли девушки-амазонки, жительницы этого острова под названием Амазон Лили. Так как девушки никогда не видели мужчин, они оказывают помощь, приняв Луффи за девушку-воина. Однако старейшина поняла, что он мужчина, и девушки закричали. | |          |                           |
| 409 | Скорее! Вернуться к команде — приключение на Острове Женщин «Isoge! Nakama no Moto e - Nyōgashima no Bōken» (急げ!仲間のもとへ 女ヶ島の冒険)        | 515      | 12 июля 2009 года         |
| Вначале рассказывается о жизни и традициях общества женщин на острове Амазон Лили. Позже действие переносится в клетку, куда поместили Луффи, когда поняли, что он мужчина. Луффи просыпается и видит толпу женщин, которые интересуются им, так как они мужчин отродясь не видели. Когда Луффи оделся и увидел, что ему дали одежду в цветочек, он разъярился и спровоцировал стражниц на атаку. В результате пленник сбежал, спасаясь от града стрел. По пути он устроил переполох, а заодно похитил одну из стражниц, Маргарет. Тем временем к Амазон Лили приближается корабль Боа Хэнкок, правительницы острова, а по совместительству и капитана команды Пиратов Куджо, известного как «Императрица пиратов». | |          |                           |
| 410 | Все влюблены! Королева пиратов Хэнкок «Minna Meromero! Kaizoku Jotei Hankokku» (みんなメロメロ!海賊女帝ハンコック)                                  | 516      | 19 июля 2009 года         |
| Пока Луффи бегает от стражниц по всему Амазон Лили Шичибукай Боа Хэнкок встречает на подходах к острову корабль морского дозора, застрявший в местных водах (Амазон Лили, находится в поясе Калм Белт, между морем и Гранд Лайном). Присутствующий на корабле один из вице-адмиралов привез для Боа послание, что через два дня состоится казнь Портгаса Д. Эйса и она как Шичибукай должна на ней присутствовать, иначе будет лишена титула. Боа не хочет терять титул, но отказывается от приглашения, обратив всех, кроме вице-адмирала, в каменные статуи при помощи силы своего дьявольского фрукта. | |          |                           |
| 411 | Что скрывают спины? Встреча Луффи и Змеиной принцессы. «Senaka ni Kakusareta Himitsu - Sōgū Rufi to Hebihime» (背中に隠された秘密 遭遇ルフィと蛇姫) | 517      | 2 августа 2009 года       |
| Императрица Боа Хэнкок прибывает на Амазон Лили с большой добычей, но несмотря на то, что Императрица заметила отсутствие женщин-стражниц (которые гоняются за Луффи), никто ей не стал сообщать о том, что на острове появился мужчина. Во дворце становится ясно, что несмотря на всю любовь и всю верность амазонок, Хэнкок большая эгоистка: она выкидывает все дорогие украшения, разбивает глиняную статую, которую слепили девочки и выкинула в окно старейшину. После этого Хэнкок в одиночестве принимает ванну. Маленькой девочке, которая заинтересовалась этим фактом, рассказали, что на Императрицу и её двух сестер наложено проклятье в виде глаз на спине, обращающих всех увидевших эти глаза в камень. В этот момент Луффи с намерением убраться с острова пробивает крышу дворца и падает прямо в купальню к Императрице                                     | |          |                           |
| 412 | Суровый суд! Маргаритка превращается в камень! «Hijō no Sabaki! Ishi ni Sareta Māgaretto!!» (非情の裁き!石にされたマーガレット!!)                   | 518      | 9 августа 2009 года       |
| Луффи, после продолжительной погони, наконец, ловят и досталяет на арену для казни. Но прежде чем казнить его, императрица требует объяснить, как он оказался на острове. Он объясняет, но никто ему не верит. За Луффи заступается Маргарет и еще две девушки, объясняя, что это они по неведению принесли его в деревню. За это Императрица, дав им ложную надежду на прощение, превращает их в камень, чем очень сильно разозлила Луффи. Поэтому когда привели палача - огромную и голодную черную пантеру Бакулу - он хладнокровно побеждает животное одним ударом и признается Хэнкок, что она его бесит. Все амазонки возмущены, а сама императрица расстроена, так как не может вынести существование мужчины, которому она может не нравится. Поэтому она приказывает своим сестрам казнить Луффи вместо Бакулы.                                                         | |          |                           |
| 413 | Трудный бой Луффи! Сила воли змеиных сестёр! «Rufi Daikusen! Hebi Shimai no Haki no Chikara!!» (ルフィ第苦戦！ヘビ姉妹の覇気の力！！)               | 519      | 16 августа 2009 года      |
| Сестры Императрицы, обе обладательницы способностей дьявольского фрукта типа «зоан» (у обеих модель «змея»), начинают бой с Луффи. Луффи не может их победить, потому что одна из сестер-змей используют хаки вооружения, делающую её неуязвимой, а удары болезненными, а вторая – хаки наблюдения, помогающую предсказывать удары Луффи. В итоге обе сестры начинают издеваться над Луффи, поймав его и перед глазами опасно играя статуей Маргарет, которую Луффи перед боем предусмтрительно отставил подальше, чтобы не повредить. В самый опасный момент Луффи в ярости неосознанно использует Королевскую волю, из-за которой половина зрителей теряет сознание. Испугавшись увиденного, сестры-змеи освобождают и Луффи, и статую Маргарет. | |          |                           |
| 414 | Битва спецспособностей! Резина-резина против змей-змей! «Nōryoku Zenkai Batoru!! Gomu Gomu vs. Hebi Hebi» (能力全開バトル！！ゴムゴムVSヘビヘビ)    | 520      | 23 августа 2009 года      |
| Несмотря на то, с каким почтением обычно относятся к носителям королевской воли, Императрица приказывает продолжать казнь. Тогда Луффи решается на использование самой сильной на тот момент своей техники - Второй передачи. В ответ обе сестры-змеи также используют сильнейшие техники: у одной волосы превращаются в змей, у второй кожа покрывается пламенем. Однако Луффи удается победить их обеих. Кроме того, из-за пламени одной сестры сгорает одежда на спине другой. Все уже готовы увидеть действие проклятья Горгоны, но Луффи прикрывает спину обожженной сестры. пока все покидают арену. Как выяснилось, проклятье является клеймом, выжженным на спинах сестер. | |          |                           |
| 415 | Признание Хэнкок! Жуткое прошлое сестёр! «Hankokku no Kokuhaku - Shimai no Imawashiki Kako» (ハンコックの告白 姉妹の忌まわしき過去)                 | 521      | 30 августа 2009 года      |
| Императрица ставит Луффи перед выбором: или она освобождает Маргарет и её подруг, обращенных в камень, или помогает выбраться с острова. Она ожидает, что Луффи выбирет второе, как и любой мужчина по её мнению, но Луффи выбирает первое. Императрица принимает его выбор, а после ведет его во дворец и рассказывает о том, откуда на спинах сестер клеймо: их похитили и продали в рабство знатному семейству Тэнрюбито (тиранам архипелага Сабаодзи). Через четыре года их из рабства освобождает капитан пиратов солнца, рыбочеловек Фишер Тайгер (как выяснилось, его знак в точности такой как на лбу у одного из людей Арлонга, осьминогочеловека Хачи). После сестры скрывали это клеймо под видом проклятья, а сила фруктов хэби-хэби (зоан модели «змея») и меру-меру (обращение в камень всех, кому нравится съевший фрукт) в этом им помогали.                     | |          |                           |
| 416 | Спасение Эйса! Цель — Великая тюрьма! «Ēsu o Sukue! Arata na Mokutekichi wa Daikangoku» (エースを救え！新たな目的地は大監獄)                        | 522      | 6 сентября 2009 года 2009 |
| Помирившись с Императрицей, Луффи получает добро на путешествие с пиратами Куджо. После этого он веселится на банкете со всеми амазонками, а после банкета разговаривает со старейшиной. От неё он узнает, что меньше, чем через неделю, казнят его брата и намеревается вломиться в Импел Даун, где держат Эйса. Тем временем Императрица, думая о Луффи, теряет сознание от какой-то неведомой болезни, поэтому её сестры бегут к старейшине с просьбой вылечить её. | |          |                           |
| 417 | Любовный ураган! Чувства Хэнкок! «Koi wa harikēn! Meromero Hankokku» (恋はハリケーン! メロメロハンコック)                                           | 522, 523 | 13 сентября 2009 года     |
| Старейшина прибегает к императрице и по всем симптомам устанавливает болезнь, признавшись, что предыдущие две императрицы скончались от этой болезни, а она сама чудом вылечилась. Тем не менее, болезнь она не называет. Позже к императрице приходит Луффи с просьбой помочь ему освободить Эйса, и к удивлению всех императрице становится лучше и она принимает его, но позже она обнаруживает, что не в силах отказать Луффи. Старейшина признается, что в этом суть любви – той самой болезни, которой заболела Хэнкок и её предшественницы. И она быстро нашла решение: Хэнкок все же примет требование присоединиться к остальным Велики корсарам, в результате оказывая помощь и Луффи, и своему народу. Тем временем в штабе дозора с облегчением вздыхают, когда узнают о прибытии Хэнкок. тем не менее их беспокоит сложившаяся ситуация и угроза нападения Белоуса. | |          |                           |

### Местонахождение команды
| 418 | Где же друзья? Климатология и механический остров! «Nakama-tachi no Yukue - Tenkō no Kagaku to Karakurishima» (仲間達の行方 天候の科学とからくり島)                                           | 523      | 20 сентября 2009 года |
| Пока Луффи и Хэнкок плывут в Импел Даун, Нами обнаруживает себя в доме у старичка, изучающего погодные явления на небесном острове Погодия, а Фрэнки находят на Механическом острове и модернизируют в учтивого джентльмена-киборга, работающего на чае. | |          |                       |
| 419 | Где же друзья? Гигантские птицы и розовый рай! «Nakama-tachi no Yukue - Kyōdori no Shima to Momoiro no Rakuen!» (仲間達の行方 巨鳥の島と桃色の楽園！)                                         | 523, 524 | 27 сентября 2009 года |
| Луффи и Хэнкок продолжают путешествие в Импел Даун. Тем временем где-то на Гранд Лайне просыпается Чоппер, который попал на остров с огромным деревом в центре. На острове правят гигантские птицы, а люди - примитивные дикари, промышляющие охотой. Чоппер чуть не попадает к ним на обед. Чуть позже Санджи просыпается на острове в форме сердце, покрытом розовыми цветами и населенном мужчинами-трансвеститами - острове Мечты.     | |          |                       |
| 420 | Местонахождение команды — Мост, соединяющий острова и остров Плотоядных Растений «Nakama-tachi no Yukue - Shima o Tsunagu Hashi to Shokunin Shokubutsu» (仲間達の行方 島をつなぐ橋と食人植物) | 524      | 4 октября 2009 года   |
| Робин просыпается на острове в Ист-блю и оказывается среди нищих рабочих, строящих мост между несколькими островами по велению военных. остров оказался трудовым лагерем, действующим уже несколько веков, и Робин приговорили стать одной из рабочих. Тем временем Усопп оказывается на похожем на цветок острове, где произрастают только хищные растения, и встречает странного человека в маске, постоянно называющего себя Геркулесом | |          |                       |
| 421 | Местонахождение команды — Принцесса негатива и Демонический король «Nakama-tachi no Yukue - Negatibu Ōjo to Akumaō!» (仲間達の行方！ネガティブ王女と悪魔王！)                                 | 524      | 11 октября 2009 года  |
| Зоро очутился на мрачном острове Шиккеару, где вынужден стать игрушкой одной из бывших подручных Мории - Принцессы негатива Пероны. А Брук попал в Харахеттанию, где приземлился прямо в центр ритуала по призыву Дьявола | |          |                       |

### Импел Даун
| №   | Название серии | Экранизированные главы манги | Премьера             |
| --- | --- | ---------------------------- | -------------------- |
| 422 | Опрометчивое вторжение в подводную тюрьму Импел Даун! «Kesshi no Sennyū! Kaitei Kangoku Inperu Daun» (決死の潜入！海底監獄インペルダウン) | 525, 526                     | 18 октября 2009 года |
| 423 | Воссоединение в аду? Он съел плод Дели-Дели. «Jigoku de Saikai!? Bara Bara no Mi no Nōryokusha!» (地獄で再会！？バラバラの実の能力者！)   | 526                          | 25 октября 2009 года |
| 424 | Сквозь Алый ад! Багги устраивает хаос! «Yabure! Guren Jigoku — Bagī no Dohade Daisakusen» (破れ！紅蓮地獄 バギーのド派手大作戦)           | 527                          | 1 ноября 2009 года   |
| 425 | Сильнейший в тюрьме! Повелитель ядов Магеллан! «Kangoku Saikyō no Otoko! Doku Ningen Mazeran Tōjō» (監獄最強の男！毒人間・マゼラン登場)   | 528, 530                     | 8 ноября 2009 года   |

### Маленькое Ист-Блу (филлер)
| №   | Название серии | Экранизированные главы манги | Премьера            |
| --- | --- | ---------------------------- | ------------------- |
| 426 | Спецсерия к выходу фильма! Амбиции Золотого Льва! «Eiga Rendō Supesharu — Ugokidasu Kinjishi no Yabō» (映画連動特別編 動き出す金獅子の野望)                   | Нет (филлер)                 | 15 ноября 2009 года |
| 427 | Спецсерия к выходу фильма! Большой переполох в Маленьком Ист-Блю! «Eiga Rendō Supesharu — Nerawareta Ritoru Īsuto Burū» (映画連動特別編 狙われた小さな東の海) | Нет (филлер)                 | 22 ноября 2009 года |
| 428 | Спецвыпуск к фильму! Свирепый натиск пиратов Амиго! «Eiga Rendō Supesharu — Amīgo Kaizokudan no Mōkō» (映画連動特別編 アミーゴ海賊団の猛攻)                   | Нет (филлер)                 | 29 ноября 2009 года |
| 429 | Спецвыпуск к фильму! Луффи против Ларго! «Eiga Rendō Supesharu — Kessen! Rufi VS Rarugo» (映画連動特別編 決戦！ルフィVSラルゴ)                                | Нет (филлер)                 | 6 декабря 2009 года |

### Импел Даун
| №   | Название серии | Экранизированные главы манги | Премьера             |
| --- | --- | ---------------------------- | -------------------- |
| 430 | Корсар за решёткой! Дзимбэй, рыцарь морей! «Toraware no Ōka Shichibukai! Kaikyō no Jinbē» (囚われの王下七武海！海侠のジンベエ)                                     | 528, 529                     | 13 декабря 2009 года |
| 431 | Ловушка главы охраны Салдеса! Третий уровень — Голодный Ад! «Rōbansha Sarudesu no Wana — Reberu Surī Kiga Jigoku» (牢番長サルデスの罠 LV3・飢餓地獄)               | 530                          | 20 декабря 2009 года |
| 432 | Встреча старых друзей! Вольный лебедь, Бон Курей «Tokihanatareta hakuchō! Saikai! Bon Kurē» (解き放たれた白鳥！再会！ボン・クレー)                                 | 530, 531                     | 27 декабря 2009 года |
| 433 | Магеллан начинает действовать! Ловушка для Мугивары завершена! «Shochō Mazeran Ugoku — Kansei! Mugiwara Hōimō» (署長マゼラン動く 完成！麦わら包囲網)               | 532                          | 10 января 2010 года  |
| 434 | Все силы в одном месте! Битва на четвёртом уровне, в Огненном аду. «Zensenryoku shūketsu! Reberu Fō — Shōnetsu Jigoku no Kessen» (全戦力集結！ LV4·焦熱地獄の決戦) | 533                          | 17 января 2010 года  |
| 435 | Могучий Магеллан! Бон Клэй вышел из строя! «Mazeran Tsuyoshi! Bon Kurē Tekizen Tōbō» (マゼラン強し！ボン・クレー敵前逃亡)                                          | 533, 534                     | 24 января 2010 года  |
| 436 | Кульминация! Отчаянная атака Луффи! «Shiyū Kesu! Sutemi no Rufi Saigo no Ichigeki» (雌雄決す！捨て身のルフィ最後の一撃)                                            | 535                          | 31 января 2010 года  |
| 437 | Ради друга! Бон Клэй бросается на встречу смерти! «Dachi dakara — Bon Kurē Kesshi no Kyūshutsukō» (友達だから ボン・クレー決死の救出行)                            | 535, 536                     | 7 февраля 2010 года  |
| 438 | Рай в аду! Уровень пять-с-половиной! «Jigoku ni Rakuen Inperu Daun Reberu Go ten Go» (地獄に楽園 インペルダウンLV5.5)                                              | 536, 537                     | 14 февраля 2010 года |
| 439 | Лечение Луффи! Иван творит чудеса! «Rufi Chiryō Kaishi Iwa-san Kiseki no Chikara!!» (ルフィ治療開始 イワさん奇跡の能力！！)                                        | 537, 538                     | 21 февраля 2010 года |
| 440 | Вера в чудо! Искренние слёзы Бон Клэя! «Kiseki o Shinjite! Bon Kurē Tamashī no Seien» (奇跡を信じて！ボン・クレー魂の声援)                                         | 538, 539                     | 28 февраля 2010 года |
| 441 | Возвращение Луффи! План побега Иванкова! «Rufi Fukkatsu! Iwa-san Datsugoku Keikaku Shidō!!» (ルフィ復活！イワさん脱獄計画始動！！)                                 | 539                          | 7 марта 2010 года    |
| 442 | Отправление Эйса! Битва на шестом уровне! «Ēsu Gosō Kaishi — Saikasō Reberu Shikkusu no Kōbō!» (エース護送開始 最下層LV6の攻防！)                                  | 540                          | 14 марта 2010 года   |
| 443 | Невероятная команда! Хаос в Импел Даун! «Saikyō Chīmu Kessei — Shinkan! Inperudaun» (最強チーム結成 震撼！インペルダウン)                                          | 540, 541                     | 21 марта 2010 года   |
| 444 | Ещё больше хаоса! Вторжение Тича, Чёрной Бороды! «Saranaru Konran! Kurohige Tīchi Shūrai!» (さらなる混乱！黒ひげ・ティーチ襲来)                                    | 541, 542                     | 28 марта 2010 года   |
| 445 | 'Опасная встреча! Черная Борода и «Дождь» Ширю! «Kiken na Deai! Kurohige to Ame no Shiryū» (危険な出会い！黒ひげと雨のシリュウ)                                    | 542, 543                     | 4 апреля 2010 года   |
| 446 | Ставки высоки! Ганнябал настроен серьёзно! «Iji demo Taorenu! Honki no Hannyabaru» (意地でも倒れぬ！本気のハンニャバル)                                            | 543, 544                     | 11 апреля 2010 года  |
| 447 | Гнев Реактивного Пистолета! Луффи против Чёрной Бороды! «Ikari no Jetto Pisutoru — Rufi tai Kurohige» (怒りのJETピストル ルフィVS黒ひげ)                           | 544                          | 18 апреля 2010 года  |
| 448 | Остановить Магеллана! Эзотерические приёмы Ивана! «Mazeran o Tomero! Iwa-san Ōgi Sakuretsu» (マゼランを止めろ！イワさん奥義炸裂)                                   | 545                          | 25 апреля 2010 года  |
| 449 | Уловка Магеллана! Нарушенные планы! «Mazeran no Kisaku! Habamareta Datsugoku Keikaku» (マゼランの奇策！はばまれた脱獄計画)                                         | 545, 546                     | 2 мая 2010 года      |
| 450 | Беглецы в беде! Запрещённый приём: Ядовитый Демон! «Datsugoku Chīmu Zettaizetsumei — Kinjite 'Benomu Dēmon» (脱獄チーム絶体絶命 禁じ手"毒の巨兵")                  | 546, 547                     | 9 мая 2010 года      |
| 451 | Приди, последнее чудо! Прорыв через Врата правосудия! «Okose Saigo no Kiseki — Seigi no Mon o Toppaseyo» (起こせ最後の奇跡 正義の門を突破せよ)                     | 548                          | 16 мая 2010 года     |
| 452 | К штабу дозора! Спасти Эйса! «Mezase Kaigun Honbu — Ēsu Kyūshutsu e no Funade» (目指せ海軍本部 エース救出への船出！)                                               | 549                          | 23 мая 2010 года     |

### Местонахождение команды
| №   | Название серии | Экранизированные главы манги    | Премьера          |
| --- | --- | ------------------------------- | ----------------- |
| 453 | Где же друзья? Погодия и животные-киборги! «Nakama-tachi no Yukue — Wezaria Repōto to Saibōgu Animaru» (仲間達の行方 空島リポートと改造動物)                 | Обложки глав 555, 556, 548, 549 | 30 мая 2010 года  |
| 454 | Где же друзья? Гигантский птенец и женственная битва! «Nakama-tachi no Yukue — Kyochō no Hina to Momoiro no Taiketsu» (仲間達の行方 巨鳥のヒナと桃色の対決)  | Обложки глав 543, 544, 552, 554 | 6 июня 2010 года  |
| 455 | Где же друзья? Революция и лесная ловушка переедания! «Nakama-tachi no Yukue — Kakumeigun to Bōshoku no Mori no Wana!» (仲間達の行方 革命軍と暴食の森の罠！) | Обложки глав 545, 546, 550, 551 | 13 июня 2010 года |
| 456 | Где же друзья? Гигантское надгробие и Долг за трусики «Nakama-tachi no Yukue — Kyodai na Bohyō to Pantsu no On» (仲間達の行方 巨大な墓標とパンツの恩)        | Обложки глав 557—560            | 20 июня 2010 года |

### Особые воспоминания (рекап)
| №   | Название серии | Экранизированные главы манги                                                                        | Премьера          |
| --- | --- | --------------------------------------------------------------------------------------------------- | ----------------- |
| 457 | Особые воспоминания перед Маринфордом! Клятва братьев! «Marinfōdo Chokuzen Kaisou Supesharu — Kyōdai no Chikai!» (海軍本部直前回想特別編 兄弟の誓い！)                | Арки: "Королевство Алабаста", "Джая" и "Импел Даун"                                                 | 27 июня 2010 года |
| 458 | Особые воспоминания перед Маринфордом! Сбор трёх адмиралов дозора! «Marinfōdo Chokuzen Kaisou Supesharu — Shūketsu! San Taishō» (海軍本部直前回想特別編 集結! 三大将) | Арки: "Джая", "Ресторан Барати", "Триллер Барк", "Амазон Лили", "Разбой Дэви" и "Архипелаг Сабаоди" | 11 июля 2010 года |

## Комментарии
1. 1 2 3 4 5 6 7 8 9  Все русские название приведены по версии Crunchyroll.